# Steven Hyman
Steven E. Hyman, MD, né le 25 juillet 1952 à New York, est directeur du Centre Stanley pour la recherche en psychiatrie, et membre du Broad Institute du MIT et de Harvard. Il est également professeur à l'Université de Harvard dans le domaine des cellules souches et de la biologie régénérative. En 2009, il a lancé un vaste processus de réforme des bibliothèques de Harvard, pour ouvrir l'accès à des travaux universitaires. 